# Saliha Ouchen
Saliha Ouchen est une boxeuse française née le 14 août 1980.

## Carrière sportive
En 2006 , elle remporte la médaille d'argent aux championnats d'Europe amateur à Varsovie en moins de 52 kg (poids super-mouches). Elle est sacrée championne de France dans cette catégorie de 2006 à 2008.